# Agonist (biochemie)

Structuurformule van nicotine, een alkaloïde die in tabaksplanten voorkomt en een acetylcholine-agonist die door planten als neurotoxine tegen vraat door insecten wordt ingezet.

Structuurformule van paroxetine, de serotonine-agonist die heropname van serotonine remt.

Structuurformule van muscarine, een secundaire plantenstof die in paddenstoelen voorkomt en een acetylcholine-agonist die niet door de bloed-hersenbarrière kan diffunderen.

Een agonist is in de biochemie een signaalstof die een receptor in een celmembraan activeert of de activiteit van een enzym verhoogt. De receptoren zijn meestal ionotrope ionkanalen die een belangrijke rol in de stofwisseling van cellen en organismen spelen. In de geneeskunde worden vaak synthetische agonisten toegepast die de functie van hormonen of neurotransmitters hebben. In de biologie vervullen agonisten bijvoorbeeld een functie als gifstof of als feromoon. Het tegenovergestelde effect van een agonist is een inverse agonist, niet te verwarren met antagonist. Een antagonist zorgt ervoor dat het effect van de receptor niet kan plaatsvinden. 

## Werkingsmechanismen
Er zijn veel werkingsmechanismen mogelijk voor receptoren die gevoelig zijn voor de activiteit van verschillende agonisten waarbij de interactie kan variëren van competitief tot non-competitief. In de geneeskundige terminologie wordt de naam van een geneesmiddel/agonist vaak gekoppeld aan de naam van een bepaalde neurotransmitter of een bepaald hormoon waarvan aangenomen wordt dat het geneesmiddel een farmacologische interactie heeft. Het is niet altijd bekend aan welke typen of subtypen receptoren geneesmiddelen zich binden of welke andere stoffen, zoals co-enzymen, invloed hebben op het werkingsmechanisme.
- De agonist kan zich competitief aan een receptor binden en daardoor de gevoeligheid van de receptor voor een andere agonist verlagen. Daarbij kan verzadiging van de receptor optreden zodat die ongevoelig wordt voor verandering in de concentratie van een andere agonist.
- De invloed die een agonist heeft kan berusten op het beïnvloeden van de afbraak van andere agonisten.
- Het beïnvloeden van de aanmaak van andere agonisten kan de invloed van een agonist verklaren.

## Voorbeelden
Een paar bekende voorbeelden van agonisten die als geneesmiddel toegepast kunnen worden zijn:
- ethinylestradiol als oestrogeenreceptoragonist toegepast in de anticonceptiepil,
- morfine als endorfinereceptoragonist gebruikt als (sterke) pijnstiller,
- verschillende alcoholen en tranquillizers als GABA-agonisten gebruikt als kalmeringsmiddel of spierverslapper,
- de dopamineprecursor levodopa die als dopaminereceptoragonist wordt toegepast bij de behandeling van de ziekte van Parkinson en
- antidepressiva en LSD als serotoninereceptoragonisten die gebruikt worden om de stemming en de beleving te veranderen.

## Complicerende factoren bij toepassingen
Niet alle agonisten of antagonisten voor een bepaalde receptor hebben dezelfde werking of bijwerking. Dat kan een aantal oorzaken hebben.

### Subtypen van receptoren
Voor een bepaald signaalmolecuul zijn er meestal meerdere subtypen receptoren op het celmembraan van verschillende soorten cellen in diverse organen aanwezig. Zo komen er bijvoorbeeld verschillende subtypen calciumkanalen in de membranen van alle cellen van (dierlijke) organismen voor. Deze calciumkanalen kunnen door verschillende signaalmoleculen aangestuurd worden, afhankelijk van het type cel waarop ze zitten en de functie de ze vervullen. Dat kan verschillende fysiologische reacties op geneesmiddelen tot gevolg hebben die met een bepaald hormoon of een bepaalde neurotransmitter in verband gebracht worden.
Voorbeelden: 
- Blokkade van de adrenerge α-receptoren geeft vaatverwijding terwijl de blokkade van de adrenerge β-receptoren door een bètablokker als adrenerge antagonist geen vaatverwijding veroorzaakt.
- Muscarine activeert alleen acetylcholinereceptoren in het perifere zenuwstelsel omdat het niet door de bloed-hersenbarrière heen kan dringen terwijl nicotine een ander subtype acetylcholinereceptoren in het centraal zenuwstelsel activeert.

Daarnaast kunnen er aanzienlijke individuele verschillen zijn in aantallen receptoren en verhoudingen tussen verschillende subtypen die zich op celmembranen in de diverse organen bevinden.

### Specificiteit
Niet alle agonisten hebben een specifieke invloed op de werking van alleen een receptor. Meestal beïnvloeden ze tegelijkertijd de werking van meer typen en subtypen receptoren. Een agonist kan tegelijkertijd invloed hebben op verschillende signaalstoffen.
Hierdoor kunnen individuen verschillend op dezelfde gifstof of hetzelfde geneesmiddel reageren.

### Secundaire fysiologische reacties
Het is belangrijk om te beseffen dat geneesmiddelen vaak diep ingrijpen in de biochemie van de stofwisseling van een organisme. Het fysiologische systeem hangt van verschillende soorten terugkoppelingen aan elkaar. Het houdt in dat een geneesmiddel tegelijk ook direct of indirect invloed heeft op andere agonisten en antagonisten aangezien alle processen in een complex systeem als een organisme in meer of mindere mate met elkaar samenhangen.
Zo verhoogt nicotine als acetylcholineagonist de concentraties van onder meer dopamine en noradrenaline in de hersenen en werkt op die manier als indirecte agonist voor dopamine- en noradrenalinereceptoren.
Tot slot kunnen metabolieten die vrijkomen bij afbraakprocessen van een agonist ook invloed op fysiologische processen hebben. De nicotinemetaboliet cotinine werkt bijvoorbeeld ook als acetylcholinereceptoragonist.